# 菲希特尔山区采尔
菲希特尔山区采尔是德国巴伐利亚州的一个市镇。总面积31.25平方公里，总人口2117人，其中男性1057人，女性1060人（2011年12月31日），人口密度68人/平方公里。